# Lakkenahalli, Tarikere
Lakkenahalli là một làng thuộc tehsil Tarikere, huyện Chikmagalur, bang Karnataka, Ấn Độ.